# Псари-Мале
Псари-Мале (пол. Psary Małe, нім. Waldhorst) — село в Польщі, у гміні Вжесня Вжесінського повіту Великопольського воєводства.
Населення — 661 особа (2011).
У 1975-1998 роках село належало до Познанського воєводства.

## Демографія
Демографічна структура станом на 31 березня 2011 року:
|          | Загалом | Допрацездатний вік | Працездатний вік | Постпрацездатний вік |
| -------- | ------- | ------------------ | ---------------- | -------------------- |
| Чоловіки | 323     | 82                 | 220              | 21                   |
| Жінки    | 338     | 71                 | 215              | 52                   |
| Разом    | 661     | 153                | 435              | 73                   |